# انتفاضة زليتن
انتفاضة زليتن هي انتفاضةٌ محليّةٌ اندلعت في مدينة زليتن في إطارِ ثورة 17 فبراير. بدأت الانتفاضة حينما خرجَ سُكّان المدينة للتظاهر سلميًا والمطالبةِ بإسقاطِ النظام قبل أن تُجابه تلك الاحتجاجات بالعنف والقمعِ من قِبل القوات المواليّة للقذافي فتطوّرت الأمور إلى حمل السلاح. تُعتبر مدينة زليتن مدينةً ذات أهمية إستراتيجية لقربها من العاصمة طرابلس، فبعد زليتن هناك مدينتان فقط تقربانِ أكثر من العاصمة وهما الخمس و‌تاجوراء.

## خلفيّة
ثارت زليتن ضد معمر القذافي خلال الأيَام الأولى للثورة (شباط/ فبراير 2011)، لكنّ القوات المواليّة للقذافي نجحت في السيطرة على المدينة وضبطِ الأمور فيها. لقد استخدمَ الجيش الليبي النظامي المدينة كنقطة انطلاقٍ لهجماتهِ على الفصائل العسكرية المُعارِضة خلال معركة مصراتة، وبحسبِ تقريرٍ لوكالة اللاجئين التابعة للأمم المتحدة فقد اختُطف رجالٌ من مصراتة خلال معركة السيطرة على المدينة ونُقلوا إلى معسكرات حكومية في زليتن قبل إجبارهم على مبايعة الحكومة والقتال إلى جانبِ القذافي.
بحلول أوائل أيَار/مايو، نجحَ جيشُ التحرير الوطني في طردِ القوات المواليّة للقذافي من مصراتة ودفعهم بحلول التاسع من نفس الشهر إلى قرية الدافنية التي تقعُ على بعدِ 20 كيلومترًا شرق زليتن. ظلَّ خط المواجهة ثابتًا نسبيًا في الشهرِ الموالي مع انتشار أخبار بين الفينةِ والأخرى تُفيد بخروج مظاهرات وحصول اشتباكات في زليتن بين أنصار القذافي والمطالبين بالتغيير. أكّدت بعض الفصائل الثوريّة في ليبيا في وقتٍ ما أنها تقومُ بتدريب وتجهيز مقاتلين من زليتن حتى تتمكَّن المدينة من تحرير نفسها، كما زعم قادةٌ في صفوفِ الثوار أن الناتو كان يمنعهم من التقدم باتجاهِ المدينة لسببٍ ما.
ادعى متحدثٌ باسمِ فصيلٍ ثوري في منتصفِ شهر أيّار/مايو أنَّ القوات المناهضة للقذافي من مصراتة قد نسَّقت الجهود مع ثوار زليتن حتى تمكَّنت هذه الأخيرة من هزمِ قوات القذافي. تبين لاحقًا أن هذا الادّعاء غيرُ صحيحٍ. اتهم متحدثٌ آخر باسمِ فصيلٍ ثوريّ في الأول من حزيران/يونيو العقيد الليبي معمر القذافي بالبدءِ في تسليح المجرمين في زليتن في محاولةٍ منه لإبقاء المدينة تحت سيطرته، لكنَّ الحكومة الليبية نفت هذا الادعاء.

## الانتفاضة
اندلع قتالٌ عنيفٌ في التاسع من حزيران/يونيو في مدينة زليتن بين كتائب الثوار – التي شكَّلها سكان المدينة – والقوات المواليّة للقذافي. قتلت هذه الأخيرة في اليوم الموالي 22 عنصرًا من الثوار، ثمّ بدأت في محاصرةِ المدينة قاصفةً «الأهداف المشروعة» عبر سلاح المدفعيّة وصواريخ الجراد. هددت القوات الموالية للقذافي – حسبَ مصادر تابعة للثوار – باغتصاب نساء المدينة في حالةِ ما لم تستسلم، بينما أفاد تلفزيون ليبيا الرسمي في اليومِ الموالي (10 حزيران/يونيو) أنّ القوات الحكومية أسقطت طائرة هليكوبتر تابعة لحلف شمال الأطلسي (الناتو) بالقربِ من زليتن، لكنّ الحِلف نفى ذلك. نجحَ الثوار في السيطرةِ على بعض أجزاء المدينة في الحادي عشر من حزيران/يونيو لكنّ وسط المدينة ظلَّ تحت سيطرة القوات النظاميّة.
نشر حلف شمال الأطلسي في الرابع عشر من حزيران/يونيو طائرات هليكوبتر هجوميّة نجحت في تدميرِ زورقين تابعينِ للقوات الموالية للقذافي ما هدَّد ولو بشكلٍ جزئي حركة الملاحة البحريّة في المنطقة. نجحت طائرات الهليكوبتر الهجوميّة بعد ذلك بوقتٍ قصيرٍ في استهدافِ مدفعٍ رشاشٍ ثقيلٍ مضادٍ للطائرات وثلاث مركبات عسكريّة كانت مُخبَّئة تحت الأشجارِ بالقرب من زليتن.
ناشدَ الشيخ خليفة الزواوي رئيس مجلس الثوار في مصراتة في اليومِ الموالي (15 حزيران/يونيو) الناتو التدخل في المدينةِ لإنقاذ الانتفاضة من «إبادةٍ محققةٍ» على يدِ القوات النظاميّة. لقد حاصرت هذه الأخيرة فعلًا الثوار داخل المدينة حيثُ تمكَّنت من جمعهم في منطقة واحدة ونجح بعض المصورين الذين اقتربوا من مسافة أربعة أميال خارج المدينة في تصويرِ الصواريخ التي كانت تُطلقها الكتائب التابعة للقذافي على المدينة. توقَّفت الاشتباكات في زليتن في السادس عشر من حزيران/يونيو حيثُ كان الثوار يُسيطرون على بضعة جيوبٍ فقط من المدينة بينما ظلَّت باقي الجيوب تحتَ سيطرةِ القوات المواليّة للحكومة والتي بدأت بعمليّاتِ تمشيطٍ واعتقالٍ للأشخاص المُشتبه في تورطهم مع قوات المعارضة.
أكّدت الفصائل الثوريّة في السابع عشر من حزيران/يونيو أنها لا تعتزمُ السيطرة على مدينةِ زليتن باستخدام قواتٍ من مصراتة، لكنها تهدفُ إلى دعم سكان زليتن في حملِ السلاح ضد قوات القذافي. ظلَّت الاشتباكات المتقطِّعة والمُتفرِّقة في المدينة قائمةً إلى أن اندلعت معركة زليتن وبحلول منتصف تمّوز/يوليو شُوهدَ عشرات الآلاف من أنصار القذافي القادمين من المدينة ومن مدن أخرى في حافلاتٍ في الساحة الرئيسيّة في زليتن للاحتجاجِ على الاعتراف الدولي بمجلس الثوار.